# Fonó
Fonó is een plaats (község) en gemeente in het Hongaarse comitaat Somogy. Fonó telt 359 inwoners (2001).